# Pupkowizna
Pupkowizna – wieś kurpiowska w Polsce położona w województwie mazowieckim, w powiecie ostrołęckim, w gminie Łyse. 
Administracyjnie wieś jest sołectwem.
Wierni kościoła rzymskokatolickiego należą do parafii Chrystusa Króla Wszechświata w Łysych.

## Historia
W latach 1921–1939 wieś leżała w województwie białostockim, w powiecie kolneńskim (od 1932 w powiecie ostrołęckim), w gminie Turośl.
Według Powszechnego Spisu Ludności z 1921 roku wieś zamieszkiwało 326 osób w 64 budynkach mieszkalnych. Miejscowość należała do parafii rzymskokatolickiej w m. Łyse. Podlegała pod Sąd Grodzki w Kolnie i Okręgowy w Łomży; właściwy urząd pocztowy mieścił się w m. Łyse.
W wyniku agresji Niemiec we wrześniu 1939, miejscowość znalazła się pod okupacją i do stycznia 1945 była przyłączona do III Rzeszy i znalazła się w strukturach Landkreis Scharfenwiese (ostrołęcki) w rejencji ciechanowskiej (Regierungsbezirk Zichenau) Prus Wschodnich.
W latach 1975–1998 miejscowość należała administracyjnie do województwa łomżyńskiego.